# Eventualita
Eventualita ve filozofii jazyka označuje skutečné nebo možné události.
Podle Donalda Davidsona vyjadřují věty události, jež jsou individui (entitami) v univerzu diskursu.
Jiní filozofové rozšířili tento způsob reprezentace i na stavy, akce, procesy atd. Pojem eventualita zastřešuje všechny tyto související pojmy.
Podle Davidsona je logická reprezentace věty Brutus killed Caesar
{\displaystyle (\exists e)kill(e,Brutus,Caesar)}
kde e je existenčně vázaná eventualita. Terence Parsons navrhl alternativu
{\displaystyle (\exists e)kill(e)\land Agent(Brutus,e)\land Theme(Caesar,e)}, resp. {\displaystyle (\exists e)kill(e)\land Agent(e)=Brutus\land Theme(e)=Caesar}
Eventuality jsou často součástí ontologií v aplikované lingvistice a sémantice. V logice jsou reifikací logik vyšších řádů a lze na ně pohlížet jako na domény v obecné sémantice nebo Russellově teorii typů.